# 길찾기

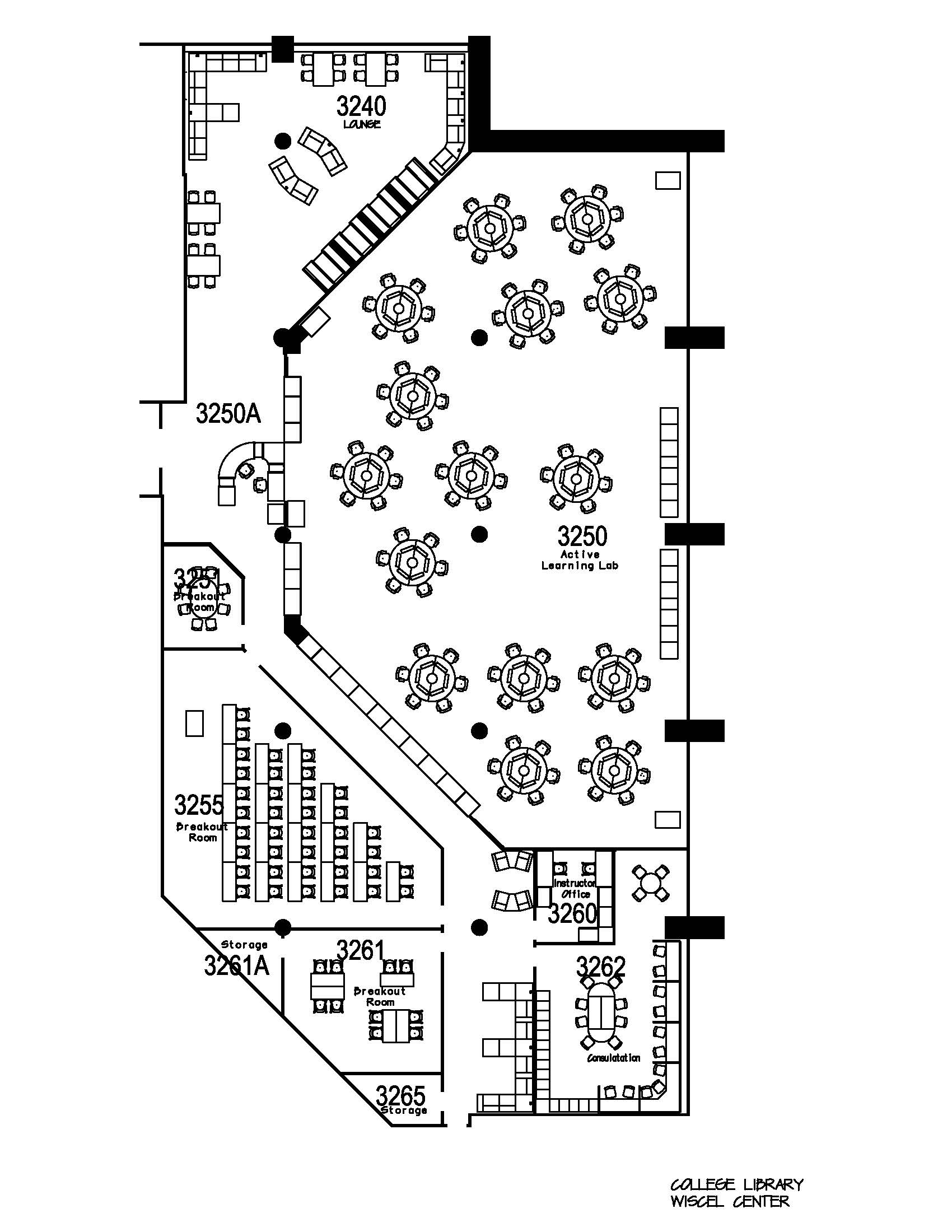

길찾기(Wayfinding)는 사람이나 동물들이 물리적인 공간에서 스스로 위치를 찾고 한 장소에서 다른 장소로 이동하는 모든 방법을 의미한다.
폴리네시아 항법은 폴리네시아 토착민들이 사용해 오던 전통적인 길찾는 방법론에서 유래했다.. 현대에 들어서는 길찾기가 주로 건축 분야에서 주로 사용된다. 방향을 표현하는 방식이나 주어진 환경 조건 내에서 길을 선택하는 방식을 나타는 내는 말로서 사용되거나, 적응하는 데 도움을 주는 건축적인 또는 디자인적인 기본 요소를 나타낼 때 사용한다.
도시 계획 설계자인 캐빈 린치는 1960년대 발간한 도시의 이미지라는 책에서 다음과 같이 정의하고 있다. 그는 웨이파인딩을 일관된 사용과 외부의 환경으로부터 확실한 감각의 신호를 체계화한 것라고 말했다. 1984년에 환경 심리학자 로메디 파씨니는 신호와 다양한 그래픽 커뮤니케이션을 포함하는 의미로 “건축에서의 웨이파인딩”라는 용어를 발표했다. 이것은 공간의 문법과 논리 공간 설계 계획, 소리를 통한 커뮤니케이션, 촉각을 이용한 요소들, 사용자들의 요구에 대응하는 것들에 대한 정보를 포함하고 있다.
역사적으로 웨이파인딩은 가끔씩 표시가 되어 있지 않거나 표식이 없어진 육지와 바다 길을 여행하는 사람들에 의해 사용하는 기술적인 방법을 나타내는 말로 사용되어왔다. 그것들은 대략적인 추정에 의한 것들이 아니라, 지도를 포함해서 나침반, 천문학적인 위치 추적, 전 세계적인을 포함하는 것이다.
이 말은 운전자들이 주차장을 찾기 위한 주차 관리 전략을 위해 사용되기도 한다.

## 같이 보기
- 위치 기반 서비스
- 오리엔티어링